# Gressoney-Saint-Jean

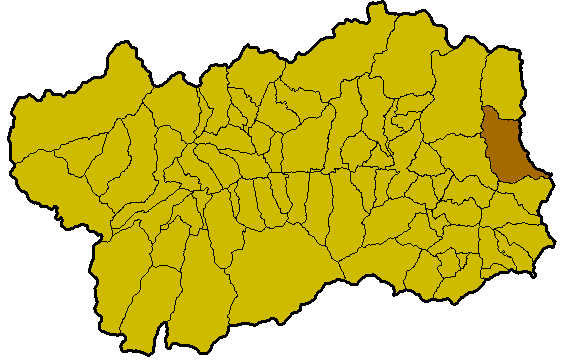
Ubicación del municipio de Gressoney-Saint-Jean en el Valle de Aosta.

Gressoney-Saint-Jean es una localidad italiana de Valle de Aosta, de cultura Walser, con 814 habitantes.

## Evolución demográfica
| Gráfica de evolución demográfica de Gressoney-Saint-Jean entre 1861 y 2001 |
|                                                                            |
| Fuente ISTAT - elaboración gráfica de Wikipedia                            |